# چک شماره ۴۲/۱۲ ایل
چک شماره ۴۲/۱۲ ایل (به انگلیسی: Chak No. 42/12.L) یک روستا در پاکستان است که در پنجاب واقع شده‌است. چک شماره ۴۲/۱۲ ایل ۱۵۶ متر بالاتر از سطح دریا واقع شده‌است.